# Joseph Bullar
Joseph Bullar (Southampton, 21 de julho de 1808 — Southampton, 18 de maio de 1869) foi um médico na Royal South Hants Infirmary, em Southampton, que se destacou como ensaísta de assuntos médicos, com conhecimentos nos domínios da geologia e da botânica, crítico de arte e autor de textos filosóficos.

## Biografia
Em 1833 o seu grau de doutor em Medicina na Universidade de Edimburgo.
Devido à sua saúde debilitada, passou o inverno de 1838/1839 com o seu irmão Henry Bullar na ilha de São Miguel, nos Açores. Nesse período, os dois irmão participaram numa excursão pelo Grupo Central dos Açores, o que é descrito na sua obra.
Em 1866, de acordo com uma notícia publicada no British Medical Journal, tentou aliviar as dores de doentes terminais com clorofórmio.

## Obras
Entre outras, é autor das seguintes obras:
- A winter in the Azores - And a Summer at the Baths of the Furnas ; J. v.an Voorst, 1841  (traduzida para português, sob o título de Um Inverno nos Açores e um Verão no Vale das Furnas, por J. H. Anglin, com prólogo de Armando Côrtes-Rodrigues, publ. em 1949 pelo Instituto Cultural de Ponta Delgada e reeditada em 1986).
- Evening thoughts; John van Voorst, 1850.
- The use of an extract and decoction of the common stinging nettle in some chronic skin disease; Assoc Med J.; 10. Nov. 1854.
- On the presence of iron in sun’s rays; Southampton, 1861.
- Thoughts of a Physician: Being the Second Series of Evening Thoughts; 1868.